# Elias Stein (Mathematiker)

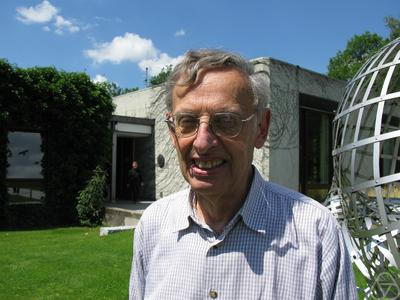
Elias Stein beim Workshop „Real Analysis, Harmonic Analysis and Applications“ in Oberwolfach, 2008

Elias Menachem Stein (* 13. Januar 1931 in Antwerpen, Belgien; † 23. Dezember 2018) war ein belgisch-amerikanischer Mathematiker, der sich mit Analysis beschäftigte und als führender Mathematiker auf dem Gebiet der Harmonischen Analysis galt.

## Biografie
Stein floh mit seiner Familie vor den Nationalsozialisten in die USA. Er besuchte die Stuyvesant High School in New York City und studierte ab 1949 an der University of Chicago. 1955 wurde er dort bei Antoni Zygmund promoviert (Linear Operators on {\displaystyle L_{p}}-Spaces). 1956 war er Moore-Instructor am Massachusetts Institute of Technology (MIT), 1958 als Assistenzprofessor an der Universität Chicago und ab 1963 Professor an der Princeton University. Er war dort später Albert-Baldwin-Dod-Professor für Mathematik. 1962/63 war er am Institute for Advanced Study.
1984 und 2002 erhielt er den Leroy P. Steele Prize, 1993 den Rolf-Schock-Preis und 1999 den Wolf-Preis. 2002 erhielt er die National Medal of Science. Er war Sloan Research und Guggenheim Fellow und war Mitglied der National Academy of Sciences, der American Academy of Arts and Sciences und der American Mathematical Society. 2005 erhielt er den Stefan-Bergman-Preis. 2001 erhielt er den Preis der Princeton University für herausragende Lehre. Er hielt einen Plenarvortrag auf dem ICM 1986 in Berkeley (Problems in harmonic analysis related to oscillatory integrals and curvature) und 1970 in Nizza (Some problems in harmonic analysis suggested by symmetric spaces and semi-simple groups).
Stein arbeitete vor allem in der harmonischen Analysis, insbesondere an der Entwicklung der Calderón-Zygmund-Theorie. Viele seiner Lehrbücher wurden Standardwerke und werden in den USA viel verwendet.
1972 bewies er mit Charles Fefferman die Dualität des von Louis Nirenberg und Fritz John eingeführten BMO-Raumes von Funktionen zum reellen Hardy-Raum {\displaystyle H^{1}(\mathbb {R} ^{n})}.
Zu seinen Doktoranden zählten die Fields-Medaillen-Preisträger Terence Tao und Charles Fefferman sowie Robert Strichartz, Gregg Zuckerman und Stephen Gelbart.

## Schriften
- Singular Integrals and Differentiability Properties of Functions. Princeton University Press, 1970.
- mit Guido Weiss: Introduction to Fourier Analysis on Euclidean Spaces. Princeton University Press, 1971.
- Analytic Continuation of Group Representations. Princeton University Press, 1973.
- Harmonic Analysis: Real-variable Methods, Orthogonality, and Oscillatory Integrals. Princeton University Press, 1993.
- Fourier Analysis: An Introduction. Princeton University Press, 2003.
- Complex Analysis. Princeton University Press, 2003.
- Real Analysis: Measure Theory, Integration, and Hilbert Spaces. Princeton University Press, 2003.